# Ordass Lajos
| Ordass Lajos                              | Ordass Lajos                              |
| Kattints az alábbi külső linkek egyikére! | Kattints az alábbi külső linkek egyikére! |
| ----------------------------------------- | ----------------------------------------- |
| Nem található szabad kép.(?)              |                                           |
| külső link · jogvédett                    | Ordass Lajos. MNL OL. 2016.04.03.         |

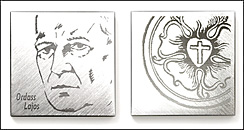
Ordass Lajos emlékplakett. 2007.

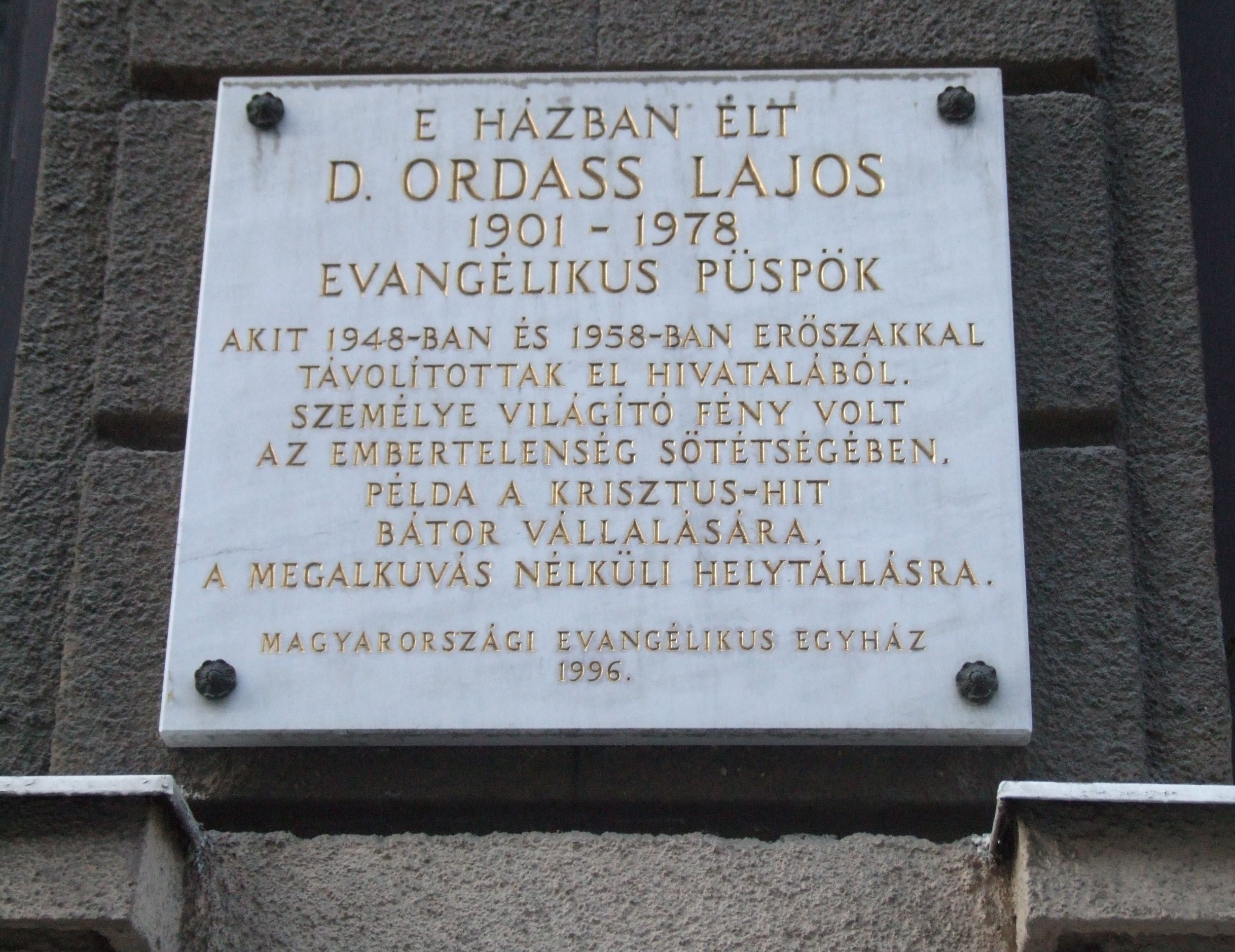
Ordass Lajos emléktáblája a Márvány utca 23 számú ház falán.jpg

Ordass Lajos (született Wolf Lajos, Torzsa (Bács-Bodrog vármegye, Kulai járás, ma Szerbiához tartozik), 1901. február 6. – Budapest, 1978. augusztus 14.) mártírsorsú magyar evangélikus püspök, a Lutheránus Világszövetség alelnöke. Pap László és Ravasz László mellett a magyar protestantizmus harmadik nagy példaadó egyénisége a 20. század derekán.

## Élete
A gimnáziumot Újverbászon, majd Bonyhádon végezte, ahol 1920-ban érettségizett. Teológiai tanulmányait Budapesten, Sopronban, majd Wittenbergben folytatta. 1924. október 5-én avatták fel lelkésznek. Hartán, Mezőberényben, Budapesten, Soltvadkerten segédlelkész volt. 1927–1928 között Svédországban tanulmányúton volt, majd miután Debrecenben és Budapesten két évig katonalelkész, 1931–1941 között Cegléden volt lelkész, majd 1941–1945 között Budapesten a kelenföldi evangélikus gyülekezet lelkésze. 1945-ben, az idős Raffay Sándor lemondása után a Bányai Egyházkerület gyülekezetei megválasztották püspöküknek. 1947-ben az újonnan alakult Lutheránus Világszövetség alelnökévé választották. 1948-ban határozottan kiállt az egyházi iskolák államosítása ellen, ezzel a pártállami diktatúra egyik legfontosabb egyházellenes intézkedésével szegült szembe. Koholt vádak alapján 1948 szeptemberében letartóztatták és bíróság elé állították. Két évi fegyházra és további öt évi hivatalvesztésre ítélték. Büntetését Budapesten, Szegeden és Vácott töltötte. Utóda Dezséry László volt a püspöki székben. 1950-ben szabadult, de ezt követően is hallgatásra kényszerült.
1956. október 5-én sor került állami, majd október 8-án egyházi rehabilitációjára. Dezséry László október 31-ei lemondása után 1956–1958 között a Déli Egyházkerület püspökeként folytathatta szolgálatát. 1957-ben a Lutheránus Világszövetség újra alelnökévé választotta. Az 1956-os forradalom leverése után újrakezdődtek megpróbáltatásai, 33 éves püspökségéből mindössze öt évet tölthetett tényleges egyházi szolgálatban, 1958 júniusában újra, ekkor már véglegesen megfosztották hivatalától. Haláláig visszavonultan élt.
Belső száműzetésének éveiben sokat fordított angol, német, dán, svéd, norvég és izlandi nyelvről.
1990. április 30-án a Németh-kormány igazságügy-minisztere, Kulcsár Kálmán ünnepélyesen megkövette Ordass Lajos özvegyét.

## Művei
- Wolf Lajos: A szentlélek munkája a családi életben; Szabó, Győr, 1934
- Wolf Lajos: Válasz „Evangélikus német gyülekezeteink égető kérdéseinek megoldásáról” írt „Memorandum”-ra; s.n., Bp., 1942
- Wolf Lajos: Jehova tanúi; Baross Ny., Győr, 1943 (Harangszó könyvtár)
- Ordass Lajos: A nagy próbatétel idején; Fébé, Bp., 1946
- Kapi Béla: Élő Kossuth / Ordass Lajos: Bizonyságok fellege. Az ev. egyház ünnepi nyilatkozata; Magyarországi Evangélikus Egyházegyetem, Bp., 1948
- Útravaló az év minden napjára, Útitárs, Köln, 1967
- Válogatott írások; vál., utószó Szépfalusi István; Európai Protestáns Magyar Szabadegyetem, Bern, 1982
- Torzsától Minneapolisig, Európai Protestáns Magyar Szabadegyetem, Bern, 1982
- Önéletrajzi írások; vál., sajtó alá rend., utószó Szépfalusi István; Európai Protestáns Magyar Szabadegyetem, Bern, 1985
- Önéletrajzi írások. Folytatás; vál., sajtó alá rend., utószó Szépfalusi István; EPMSZ, Bern, 1987
- A keresztfa tövében; Ordass Lajos Baráti Kör, Bp., 1989
- Az imádkozásról. Imádkozóknak és imádkozni akaróknak szóló tanácsok; Evangélikus Sajtóosztály, Bp., 1989
- Vádirat; Ordass Lajos Baráti Kör, Bp., 1989
- „Nem tudok imádkozni!”. Imádkozóknak és imádkozni akaróknak szóló tanácsok; Ordass Lajos Baráti Kör, Bp., 1992
- Jó hír a szenvedőknek. Ordass Lajos evangélikus püspök igehirdetései; szöveggond. Botta István; Ordass Lajos Baráti Kör, Bp., 1992
- Akikkel az Úton találkoztam; Ordass Lajos Baráti Kör, Bp., 1996
- Gondolatok a Filemonhoz írott levél olvasása közben; Ordass Lajos Baráti Kör, Bp., 1997
- Válogatott írások. Folytatás; vál., utószó Szépfalusi István, előszó Harmati Béla; Magyarországi Evangélikus Egyház Sajtóosztálya, Bp., 1998
- „Nem tudok imádkozni!”: imádkozóknak és imádkozni akaróknak szóló tanácsok, 3. kiadás, Ordass Lajos Baráti Kör, Budapest, 2001
- Útravaló. Az év minden napjára; Harmat–OLBK, Bp., 2001
- Naplóm. Ordass Lajos evangélikus püspök naplófeljegyzései, 1948, 1956–1957; szerk., utószó, jegyz. Isó Gergely; Luther–NEB–Ordass Lajos Alapítvány, Bp., 2021

## Emlékezete
A Magyarországi Evangélikus Egyház Országos Presbitériuma Ordass Lajos-díjat alapított, melynek első átadására 2008-ban került sor.
Terray László írta meg életrajzát Nem tehetett mást címmel, és az Ordass Lajos Baráti Kör adta ki magyarul 1990-ben.